# Lista över stadsarkitekter i Arvika
Historik över stadsarkitekter i Arvika stad. 
| Namn            | Stadsarkitekt |
| --------------- | ------------- |
| Werner Gjerming | 1938 - 19??   |
| Rolph Jonsson   | 19?? - 19??   |